# Kidwelly
Kidwelly (walesiska: Cydweli) är en ort och community i Storbritannien.   Den ligger i kommunen Carmarthenshire och riksdelen Wales.  Närmaste större samhälle är Llanelli, 12 km sydost om Kidwelly. 
I orten finns slottet Kidwelly Castle.